# Paracles variegata
Paracles variegata är en fjärilsart som beskrevs av William Schaus 1896. Paracles variegata ingår i släktet Paracles och familjen björnspinnare. Inga underarter finns listade i Catalogue of Life.